# 拉蒙·维拉塔
拉蒙·维拉塔·普约尔（西班牙語：Ramón Vilalta Pujol，1960年4月25日—），西班牙建筑师，与拉斐尔·阿兰达和卡梅·皮格姆创办普利兹克建筑奖建筑事务所RCR建筑。